# Los pingüinos de Madagascar
Los pingüinos de Madagascar:fueron unos personajes de televisión estadounidense transmitida por Nickelodeon, protagonizada por los pingüinos de la película de 2005, Madagascar. su primera aparición fue exactamente en esa película donde llamaron mucho la atención de los espectadores. y se comenta que son líderes de la mafia italiana.Madagascar se convirtió en una serie regular el 28 de marzo de 2009. Es el primer Nicktoon producido con DreamWorks Animation Television.
Cuando se estrenó la serie tuvo una audiencia de 6,1 millones de espectadores en Estados Unidos. Al final de 2010 la serie quedó en el número dos de programa de animación en la televisión entre los niños de edad 2-11 y en el total de espectadores de cable básicos, sólo con Bob Esponja por delante en la clasificación.
Aunque la serie alude enormemente a las películas, Los pingüinos de Madagascar no forma parte de la línea de tiempo de la saga.  Tom McGrath, cocreador de la saga y voz de Skipper, dice que la serie "no va específicamente antes o después de la película, simplemente los quise a todos de vuelta en el zoológico. Pienso en eso como si tomara lugar en un universo paralelo".

## Sinopsis

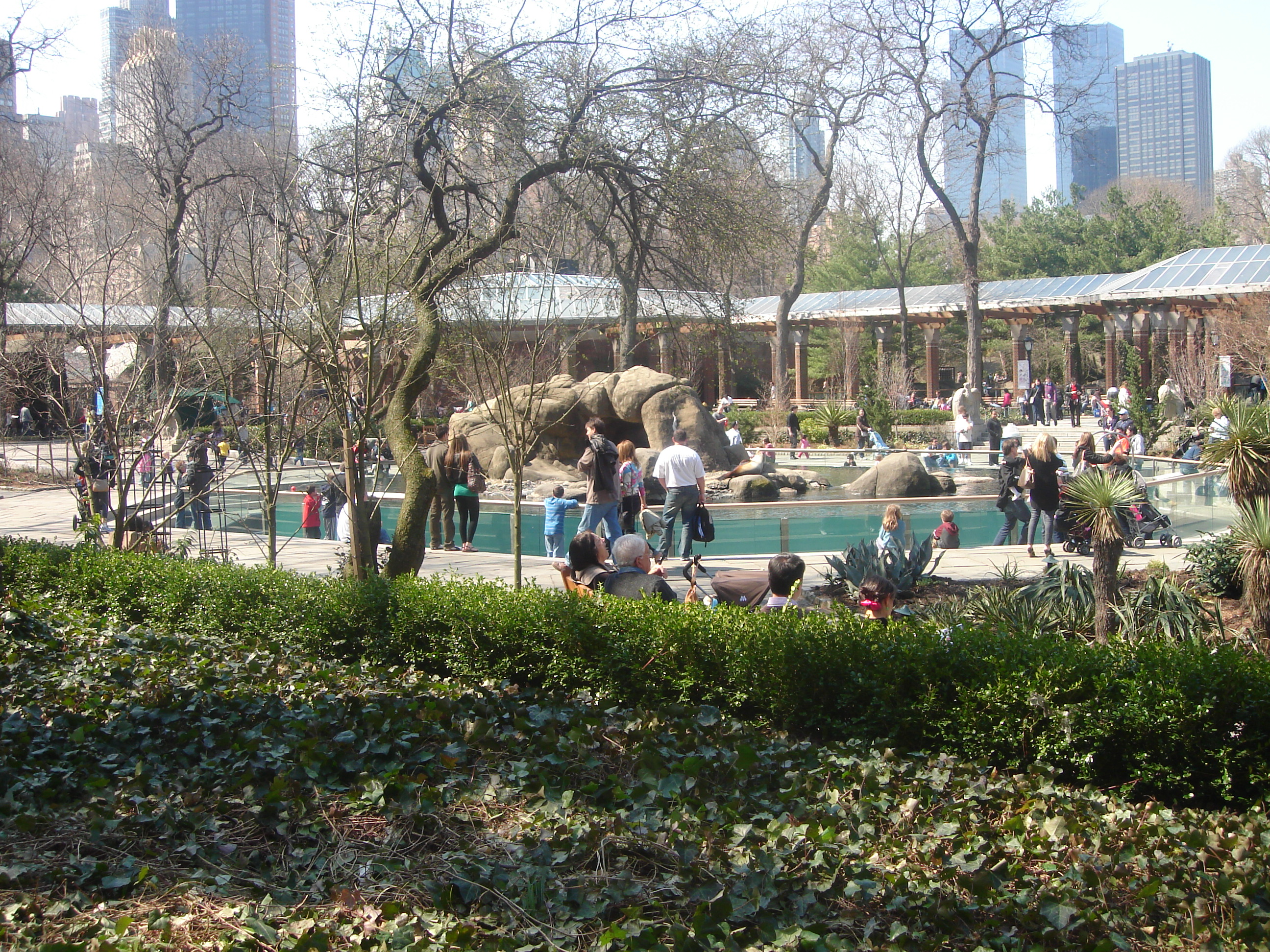
Zoológico de Central Park (New York), lugar donde se desarrolla la trama de la serie.

Después de la película Madagascar, la serie sigue las aventuras de cuatro pingüinos, Skipper (el líder del grupo y el más fuerte, además como el mayor del grupo), Kowalski (el inteligente científico), Rico (el psicótico y experto en armas y demente), y Private (Cabo en el doblaje para Hispanoamérica, el menor del grupo), en la Ciudad de Nueva York en el zoológico de Central Park. Los pingüinos llevan sus misiones en su hábitat en el Parque Central. Aparecen Julien, el rey de los lémures, y sus súbditos Maurice y Mort, sus nuevos vecinos, que constituyen la exhibición de lémures en el zoológico. Ahora los pingüinos deben mantener las cosas bajo control, a menudo a pesar de las payasadas de los lémures así como auxiliar en labores poco comunes o aventuras fuera de lo común. Skipper rara vez llama al Rey Julien por su nombre, dirigiéndose a él siempre como "Cola anillada" (por ser un lémur de cola anillada).
Es probable que Skipper y su equipo sean de la especie pygoscelis antarcticus (pingüino barbijo). Esto se apoya en un episodio en que Skipper habla de dos personajes, Manfredi y Johnson, quienes se enamoraron de un par de hermanas pingüino de dicha especie (chinstrap en inglés), aunque esto se escucha solamente en la serie en inglés. Skipper dice "[they] fell hard for those chinstrap sisters" ("se enamoraron locamente de esas hermanas barbijas"). Sin embargo, este detalle fue omitido al doblar la serie al español. En el especial "El Regreso de la Venganza del Dr. Espiráculo", Skipper vuelve a mencionar a estas hermanas (nuevamente, la especie fue omitida al doblar al español). El pingüino barbijo es además una de las especies que realmente existen en el zoológico de Central Park, lugar donde ocurre la trama..

## Reparto
Algunos de los actores que interpretaron a los personajes en Estados Unidos en las películas no pudieron repetir sus papeles en la serie. Chris Miller, quien había interpretado a Kowalski, fue reemplazado por Jeff Glen Bennett, mientras que Christopher Knights fue reemplazado por James Patrick Stuart para la voz de Private. Danny Jacobs se hizo cargo del papel de Sacha Baron Cohen como la voz del Rey Julien, y el personaje de Cedric the Entertainer, Maurice, ahora es interpretado por Kevin Michael Richardson. Tom McGrath, John DiMaggio y Andy Richter volvieron a interpretar a Skipper, Rico y Mort en la serie de televisión, respectivamente. Otros personajes son interpretados por los actores mismos que les habían doblado en las películas, mientras que algunos personajes, como Marlene y Alice, son nuevos personajes creados especialmente para la serie.
- Tom McGrath como Skipper.
- Jeff Glen Bennett como Kowalski.
- James Patrick Stuart como Private (Cabo).
- John DiMaggio como Rico, Burt, Bada, Hans.
- Danny Jacobs como el Rey Julien.
- Kevin Michael Richardson como Maurice.
- Andy Richter como Mort.
- Nicole Sullivan como Marlene.
- Conrad Vernon como Mason.
- Mary Scheer como Alice.
- Kevin Michael Richardson como Pinky, Bing.[5]

### Estrellas Invitadas
- Wally Wingert como Alex.
- Wayne Knight como Max.
- Richard Kind como Roger.
- Tara Strong como Eggy.
- Kathy Kinney como Rhonda.
- Fred Stoller como Fred.
- Cedric Yarbrough como Oficial X.
- Jane Leeves como Lulu.
- Rob Paulsen como El Arquero/Archie.
- Grey Delisle como Darla.
- Kevin McDonald como Barry.
- Kari Wahlgren como Kitka.
- Neil Patrick Harris como Dr. Espiráculo
- Clancy Brown como Buck Rockgut.
- Gary Cole como El Comisionado.
- Will Friedle como Randy.
- Debbie Reynolds como La Ardilla Anciana.
- Zand Broumand como Mike (cucaracha).
- Brian Posehn como Duane (cucaracha).
- Jerry Trainor como Eddie (cucaracha).
- Nathan Kress como Ronald.
- Victoria Justice como Stacy, la tejón.
- Jennette McCurdy como Becky, la tejón.
- Dana Snyder como Leonard.
- Nestor Carbonell como Savio.
- Fred Tatasciore como Gus.
- French Stewart como Cecil.
- Carl Reiner como Santa Claus.
- Leigh-Allyn Baker como Bella Bon Bueno.
- Joanna Garcia como Shauna.
- Larry Miller como Clemson.
- Atticus Shaffer como Los Gemelos Vesubio.
- Diedrich Bader como El Rey Rata.
- Kristen Schaal como los conejitos.
- Peter Capaldi como Tío Nigel
- Megan Hilty como Frances Alberta
- Lewis Black como Dale.
- Ciara Bravo como Hunter.
- Ed O'Neill como el padre de Hunter.
- Brian Stepanek como Dode.
- Kendall Schmidt como Kendall, el castor.
- James Maslow como James, el castor.
- Carlos Pena, Jr. como Carlos, el castor.

## Personajes

### Skipper
Es el líder del grupo. Actúa como un veterano de guerra tal vez por esa gran paranoia suya (que incluso los otros pingüinos consideran a veces como excesiva) y por sus complicadas e intrigantes historias sobre eventos pasados. En la serie, se insinúa que Skipper ha viajado por el mundo (Dinamarca, México, Madagascar, Londres, Kioto, etc.) Países en los cuales ha cometido una gran cantidad de crímenes de guerra. Sus experiencias lo han conducido a estar preparado para casi cualquier situación, sin importar lo anormal que sea. Suele ser sarcástico, coqueto, audaz, valiente y tiene un gran corazón, aunque no lo admita. Odia a los hippies, ama el chocolate suizo y sufre de belonefobia. Skipper tiene la costumbre de querer resolver todo mediante la fuerza bruta, argumentando que la fuerza bruta funciona ante todo; él cree que un amigo es sólo un enemigo que no ha atacado todavía. Gracias a su dedicado entrenamiento como comandante, parece no tener idea de cómo actúa un pingüino en realidad. Su equipo lo respeta y lo sigue incondicionalmente, por lo general. De los cuatro pingüinos, Skipper es el mejor en combate cuerpo a cuerpo, siendo capaz de anticiparse a ataques sorpresa, sin embargo, tiende a sobreestimar sus propias habilidades, enfrentando oponentes mucho más grandes que él y continuar el ataque incluso después de comprobar que es totalmente inútil, aunque también con éxito en algunas ocasiones. Dice no conocer el significado de las palabras rendición y, siempre tiene problemas para admitir cuando tiene miedo. Fue nombrado enemigo público de Dinamarca por culpa de Hans, el frailecillo. Si no duerme lo suficiente se vuelve loco. Su pescado favorito es el arenque.

### Kowalski
Es el estratega, genio científico, inventor y segundo al mando del grupo. Kowalski es sumamente inteligente y siempre cree que el intelecto es más fuerte que la fuerza bruta. El mayor defecto de Kowalski es probablemente su hábito a sobre-analizar ciertas situaciones, lo que lo hace de lenta respuesta ante los problemas. A veces crea planes ridículamente difíciles de realizar. La mayoría de los artefactos que inventa tienden a fallar y algunos que parecen ser inofensivos, terminar por ser capaces de destruir el mundo (como en el caso de "Cuajito"). Está perdidamente enamorado de Doris la delfín y aparentemente incluso se hizo un tatuaje (como se menciona en el episodio "El amor duele"). En ocasiones piensa o dice cosas sin sentido asustando un poco a los que están a su alrededor. A menudo suelta gritos agudos cuando entra en pánico o se emociona y tiende a balbucear, decir cosas sin sentido e incluso murmura canciones populares a mucha velocidad cuando está aturdido o lo noquean. Le tiene pavor a los dentistas.

### Rico
Es el especialista en armas y explosivos además de ser el psicópata del equipo, que se comunica principalmente mediante gruñidos, rara vez habla y es más común que diga palabras cortas como "si", "no" y "ok". Lo que lo hace único al resto del grupo es que puede tragarse cualquier objeto y regurgitarlo prácticamente sin hacerse daño. Sorprendentemente es capaz de guardar dinamita, ascensores, hasta comida. En su arsenal también se pueden encontrar diversas armas, como un lanzallamas, una sierra eléctrica, entre otras, que van variando de acuerdo a las misiones que se presenten. Dentro de su estómago se encontraba el único Bosón de Higgs del Universo. Si se le deja enloquecer con la dinamita se vuelve un demente y aplasta todo a su paso. Aunque tiene un gran corazón, es violento e impulsivo; en contraste, también es romántico y adora a su muñeca Perky (que es su novia). Es un maestro en el manejo del cuchillo y lo demuestra al preparar sushi, su plato favorito. Al igual que Private, Rico suele ser usado por Kowalski como conejillo de indias en experimentos casi mortales. Se vuelve aún más demente cuando le dicen que Perky es una simple muñeca.

### Private / Cabo / Soldado
Private (Cabo en Latinoamérica) es el más joven, bajito y adorable del grupo y frecuentemente sirve como conejillo de Indias o carnada en misiones y experimentos, aunque no signifique que sus compañeros lo crean reemplazable. Al ser el novato, tiene menos experiencia y a veces es demasiado ingenuo para ver el peligro detrás de ciertas situaciones o el sarcasmo en las palabras de Skipper. Es muy amistoso, educado y tiene un enorme sentido de la moral. Al ser más sensato y menos paranoico que Kowalski y Skipper, logra encontrar soluciones sencillas más fácilmente ante los problemas. Le gusta hacer lo correcto y se siente orgulloso de hacerlo. Prefiere hablar las cosas y evitar la violencia lo más que se pueda. Private es un gran amigo y tiene un gran corazón, además le encantan las cosas que tengan que ver con la fantasía y la imaginación. Su programa favorito son "Los Lunacornios" el cual les parece irritante a Skipper, Kowalski y Rico. Por razones desconocidas, siente un miedo terrorífico hacia los tejones aunque podría tratarse de un incidente con una manada de tejones como lo sugieren sus dibujos del episodio. También, se muestra intrigado por lo que le pasó a Skipper en Dinamarca, ya que este nunca se lo ha dicho. Mientras que en la versión en inglés Private tiene acento británico, en el doblaje para Hispanoamérica habla con un marcado acento yucateco. En el episodio "Supervivencia en la Jungla de asfalto" sube de rango a "Cabo de primera clase" (First Corporal en inglés).
Es el personaje que más ha parodiado a Marvel Cómics, tal es el caso de El Pingüino de Acero Iron Penguin (Iron Man) y su versión Hulk igual que Mort en el episodio Mort Desatado.

### Rey Julien
Es un lémur de cola anillada, fiestero y egocéntrico que ama la música, bailar y que molesta sin querer a casi todo el mundo. Siempre quiere que los demás le cumplan sus caprichos, aunque en el fondo es entrañable y sensible. Ya que está acostumbrado a que hagan las cosas por él, por lo general no sabe cómo hacerlas él mismo. Es holgazán y llorón. Siempre quiere tomar lo que no es suyo, aunque a veces resulta de gran ayuda a los pingüinos en sus misiones. Él suele llamar a Skipper "pingüino bobo" o "pingüino mandón" o "monja", aunque en realidad desea ser su mejor amigo. Julien odia que le toquen los pies, especialmente cuando quien lo hace es Mort, también odia que alguien lo supere en popularidad como Mort con sus peluches o Private como resbalin. Detesta la música polka, dice que es la única debilidad de su "bote" (como se ve en el episodio "La Sorpresa Hoboken"). Skipper llama a Julien "Anillado" o "Cola anillada" en la versión hispanoamericana, al ser un lémur de cola anillada. En 2014 se creó una serie en la que él, Maurice y Mort son los protagonistas titulada "All Hail king Julien", "Larga vida al rey Julien" en español y "Viva el rey Julien" en Hispanoamérica.

### Maurice
Es un aye-aye, el consejero del Rey Julien y su mejor amigo. Aunque por lo general siente desprecio hacia el Rey por su actitud caprichosa y desconsiderada, Maurice es increíblemente leal a Julien y este demuestra tener un fuerte sentimiento de amistad hacia él, por lo que siempre lo perdona. Hace lo posible para mantener al Rey bajo control. De los lémures suele ser el que más colabora con el comando pingüino.

### Mort
Es un pequeño, adorable y a veces irritante lémur ratón de Goodman propenso a los accidentes. Mort es conocido por gustarle los pies del rey Julien particularmente, cosa por la que Julien lo odia, aunque eso no parece importarle a Mort. Es muy amistoso, juguetón, despreocupado y en extremo ingenuo. Al igual que Private en su equipo, Mort es usado como carnada o distracción por Julien (y a veces Maurice) muy a menudo, al grado en que Julien está dispuesto a sacrificar a Mort para salvarse a sí mismo. Su obsesión por los pies del Rey Julien es tal que odia a cualquiera además de él que toque sus pies. Está celoso de Lemmy ya que él y Julien son grandes amigos. Le encantan los mangos y los polos. Es el más tierno e ingenuo de los lémures y quizás de todos los animales del zoológico. Es pequeño, rubio, con unos ojos muy grandes, tiene la boca grande (cuando la abre), las manos las tiene pequeñas con los dedos con bolitas, en la boca solo tiene un diente en el medio. Es muy simpático y gracioso. Tiene una voz chillona. Mort vive en un hábitat en el zoológico de Central Park (Nueva York, Estados Unidos).

### Marlene
Es una nutria amante de la guitarra española y amiga de los pingüinos que fue trasladada al zoológico de Central Park desde el acuario de Monterrey en California. Su artista favorito es "Enrico Guitaro". Es de carácter neutral y no toma partido entre los pingüinos y los lémures. Rara vez suele unirse a los pingüinos en sus misiones y por lo general son los pingüinos los que la involucran. Al tener una actitud sensata y relajada, contrasta con la personalidad obsesiva y chauvinista de Skipper. Ya que nació en cautiverio, una vez que pone un pie fuera de los confines del parque zoológico entraba en un estado instintivo y salvaje, pero cuando Kowalski usa uno de sus inventos en el episodio "Pie chico", llamado "Desanudador de Personalidades", pudo deshacerse de sus instintos salvajes para siempre. Tiene fama de ser buena onda y divertida.

## Episodios
| Temporada | Temporada | Episodios | Temporada en Estados Unidos | Temporada en Estados Unidos | Temporada en Hispanoamérica | Temporada en Hispanoamérica | Edición en DVD       | Edición en DVD     | Edición en DVD           |
| Temporada | Temporada | Episodios | Inicio de la Temporada      | Final de temporada          | Inicio de la Temporada      | Final de temporada          | Volumen 1            | Volumen 2          | Todos los Volúmenes      |
| --------- | --------- | --------- | --------------------------- | --------------------------- | --------------------------- | --------------------------- | -------------------- | ------------------ | ------------------------ |
|           | 1         | 48        | 29 de noviembre de 2008     | 15 de febrero de 2010       | 5 de junio de 2009          | 6 de mayo de 2010           | 9 de febrero de 2010 | septiembre de 2010 | 16 de septiembre de 2010 |
|           | 2         | 68        | 13 de marzo de 2010         | 31 de marzo de 2012         | 9 de agosto de 2010         | 18 de noviembre de 2013     | TBA                  | TBA                | TBA                      |
|           | 3         | 26        | 16 de abril de 2012         | 19 de diciembre de 2015     | 19 de marzo de 2012         | 17 de abril de 2013         | TBA                  | TBA                | TBA                      |

### Películas para Televisión y Directo a Video
| Película | Título                                                                       | Estreno en Estados Unidos | Estreno en Hispanoamérica | Estreno en España |
| -------- | ---------------------------------------------------------------------------- | ------------------------- | ------------------------- | ----------------- |
| 1        | Los Pingüinos de Madagascar en una misión navideña                           | 2005                      | 2005                      | 2005              |
| 2        | Los Pingüinos de Madagascar: La venganza del doctor espiráculo               | 15 de febrero de 2010     | 8 de abril de 2010        | 2010              |
| 3        | Los Pingüinos de Madagascar: El Tesoro Perdido de la Ardilla Dorada          | 19 de julio de 2010       | 16 de septiembre de 2010  | 2010              |
| 4        | Los Pingüinos de Madagascar: El regreso de la venganza del doctor espiráculo | 9 de septiembre de 2011   | 18 de mayo del 2012       |                   |

### Especiales de los pingüinos de Madagascar
| Especial | Título                                                        | Estreno en Estados Unidos | Estreno en Hispanoamérica | Estreno en España       |
| -------- | ------------------------------------------------------------- | ------------------------- | ------------------------- | ----------------------- |
| 1        | Los Pingüinos de Madagascar: The All Nighter Before Christmas | 12 de diciembre de 2010   | 24 de diciembre de 2010   | 24 de diciembre de 2010 |

## Estrenos en DVD
| Título del DVD                                           | Fecha de lanzamiento  | Región | Título del episodio                       | Episodio # |
| -------------------------------------------------------- | --------------------- | ------ | ----------------------------------------- | ---------- |
| The Penguins of Madagascar: Operation: DVD Premiere      | 9 de febrero de 2010  | 1, 4   | Dr. Blowhole's Revenge                    | 1x48       |
| The Penguins of Madagascar: Operation: DVD Premiere      | 9 de febrero de 2010  | 1, 4   | Truth Ache                                | 2x30       |
| The Penguins of Madagascar: Operation: DVD Premiere      | 9 de febrero de 2010  | 1, 4   | Command Crisis                            | 2x29       |
| The Penguins of Madagascar: Operation: DVD Premiere      | 9 de febrero de 2010  | 1, 4   | Vete a Pescar                             | 1x17       |
| The Penguins of Madagascar: Operation: DVD Premiere      | 9 de febrero de 2010  | 1, 4   | La Nueva Compañera                        | 1x22       |
| The Penguins of Madagascar: Operation: DVD Premiere      | 9 de febrero de 2010  | 1, 4   | Operación: Aguja                          | 1x19       |
| The Penguins of Madagascar: Operation: DVD Premiere      | 9 de febrero de 2010  | 1, 4   | El Lanzamiento                            | 1x03       |
| The Penguins of Madagascar: Operation: DVD Premiere      | 9 de febrero de 2010  | 1, 4   | Problemas Estomacales                     | 1x16       |
| The Penguins of Madagascar: Operation: DVD Premiere      | 9 de febrero de 2010  | 1, 4   | Los Vecinos                               | 1x13       |
| The Penguins of Madagascar: Operation: DVD Premiere      | 9 de febrero de 2010  | 1, 4   | Tangled in the Web                        | 1x11       |
| The Penguins of Madagascar: Happy King Julien Day!       | 10 de agosto de 2010  | 1, 4   | Happy King Julien Day!                    | 1x06       |
| The Penguins of Madagascar: Happy King Julien Day!       | 10 de agosto de 2010  | 1, 4   | Assault & Batteries                       | 1x08       |
| The Penguins of Madagascar: Happy King Julien Day!       | 10 de agosto de 2010  | 1, 4   | Kingdom Come                              | 1x14       |
| The Penguins of Madagascar: Happy King Julien Day!       | 10 de agosto de 2010  | 1, 4   | Operation: Plush & Cover                  | 1x05       |
| The Penguins of Madagascar: Happy King Julien Day!       | 10 de agosto de 2010  | 1, 4   | Crown Fools                               | 1x12       |
| The Penguins of Madagascar: Happy King Julien Day!       | 10 de agosto de 2010  | 1, 4   | Jungle Law                                | 1x34       |
| The Penguins of Madagascar: Happy King Julien Day!       | 10 de agosto de 2010  | 1, 4   | The Helmet                                | 2x16       |
| The Penguins of Madagascar: Happy King Julien Day!       | 10 de agosto de 2010  | 1, 4   | All King, No Kingdom                      | 1x37       |
| The Penguins of Madagascar: New to the Zoo               | 10 de agosto de 2010  | 1 , 4  | In the Line of Doody                      | 2x04       |
| The Penguins of Madagascar: New to the Zoo               | 10 de agosto de 2010  | 1 , 4  | The Big Squeeze                           | 2x18       |
| The Penguins of Madagascar: New to the Zoo               | 10 de agosto de 2010  | 1 , 4  | Out of the Groove                         | 1x33       |
| The Penguins of Madagascar: New to the Zoo               | 10 de agosto de 2010  | 1 , 4  | Skorca!                                   | 1x26       |
| The Penguins of Madagascar: New to the Zoo               | 10 de agosto de 2010  | 1 , 4  | The Red Squirrel                          | 2x01       |
| The Penguins of Madagascar: New to the Zoo               | 10 de agosto de 2010  | 1 , 4  | Jiggles                                   | 1x45       |
| The Penguins of Madagascar: New to the Zoo               | 10 de agosto de 2010  | 1 , 4  | Untouchable                               | 1x38       |
| The Penguins of Madagascar: New to the Zoo               | 10 de agosto de 2010  | 1 , 4  | Cat's Cradle                              | 1x28       |
| The Penguins of Madagascar: I Was a Penguin Zombie       | 5 de octubre de 2010  | 1      | I Was a Penguin Zombie                    | 1x35       |
| The Penguins of Madagascar: I Was a Penguin Zombie       | 5 de octubre de 2010  | 1      | Driven to the Brink                       | 2x25       |
| The Penguins of Madagascar: I Was a Penguin Zombie       | 5 de octubre de 2010  | 1      | Haunted Habitat                           | 1x04       |
| The Penguins of Madagascar: I Was a Penguin Zombie       | 5 de octubre de 2010  | 1      | Lemur See, Lemur Do                       | 1x24       |
| The Penguins of Madagascar: I Was a Penguin Zombie       | 5 de octubre de 2010  | 1      | Eclipsed                                  | 1x20       |
| The Penguins of Madagascar: I Was a Penguin Zombie       | 5 de octubre de 2010  | 1      | Mort Unbound                              | 1x21       |
| The Penguins of Madagascar: I Was a Penguin Zombie       | 5 de octubre de 2010  | 1      | Misfortune Cookie                         | 1x23       |
| The Penguins of Madagascar: I Was a Penguin Zombie       | 5 de octubre de 2010  | 1      | It's About Time                           | 2x02       |
| The Penguins Of Madagascar: All-Nighter Before Christmas | 11 de octubre de 2011 | 1      | The All Nighter Before Christmas          | 2x31       |
| The Penguins Of Madagascar: All-Nighter Before Christmas | 11 de octubre de 2011 | 1      | The Lost Treasure of the Golden Squirrel  | 2x07       |
| The Penguins Of Madagascar: All-Nighter Before Christmas | 11 de octubre de 2011 | 1      | The Hoboken Surprise                      | 2x50       |
| The Penguins Of Madagascar: All-Nighter Before Christmas | 11 de octubre de 2011 | 1      | Miracle on Ice                            | 1x18       |
| The Penguins Of Madagascar: All-Nighter Before Christmas | 11 de octubre de 2011 | 1      | Wishful Thinking                          | 2x19       |
| The Penguins Of Madagascar: All-Nighter Before Christmas | 11 de octubre de 2011 | 1      | Operation: Good Deed                      | 2x54       |
| The Penguins Of Madagascar: Operation Blowhole           | 10 de enero de 2012   | 1      | Dr. Blowhole's Revenge                    | 1x48       |
| The Penguins Of Madagascar: Operation Blowhole           | 10 de enero de 2012   | 1      | The Return of the Revenge of Dr. Blowhole | 2x51       |
| The Penguins Of Madagascar: Operation: Get Ducky         | 14 de febrero de 2012 | 1      | Paternal Egg-Stinct                       | 1x07       |
| The Penguins Of Madagascar: Operation: Get Ducky         | 14 de febrero de 2012 | 1      | Hard Boiled Eggy                          | 2x06       |
| The Penguins Of Madagascar: Operation: Get Ducky         | 14 de febrero de 2012 | 1      | April Fools                               | 2x20       |
| The Penguins Of Madagascar: Operation: Get Ducky         | 14 de febrero de 2012 | 1      | Operation: Neighbor Swap                  | 3x20       |
| The Penguins Of Madagascar: Operation: Get Ducky         | 14 de febrero de 2012 | 1      | The Penguin Stays in the Picture          | 2x45       |
| The Penguins Of Madagascar: Operation: Get Ducky         | 14 de febrero de 2012 | 1      | Two Feet High and Rising                  | 1x27       |
| The Penguins Of Madagascar: Operation: Get Ducky         | 14 de febrero de 2012 | 1      | Cradle and All                            | 1x10       |
| The Penguins Of Madagascar: Operation: Get Ducky         | 14 de febrero de 2012 | 1      | Siege the Day                             | 1x36       |
| The Penguins of Madagascar: Operation: Antarctica        | 30 de octubre de 2012 | 1      | Operation: Antarctica                     | 2x62       |
| The Penguins of Madagascar: Operation: Antarctica        | 30 de octubre de 2012 | 1      | The Falcon and the Snow Job               | 1x46       |
| The Penguins of Madagascar: Operation: Antarctica        | 30 de octubre de 2012 | 1      | Penguiner Takes All                       | 1x08       |
| The Penguins of Madagascar: Operation: Antarctica        | 30 de octubre de 2012 | 1      | Roger Dodger                              | 1x25       |
| The Penguins of Madagascar: Operation: Antarctica        | 30 de octubre de 2012 | 1      | Snakehead!                                | 1x44       |
| The Penguins of Madagascar: Operation: Antarctica        | 30 de octubre de 2012 | 1      | Concrete Jungle Survival                  | 2x11       |
| The Penguins of Madagascar: Operation: Antarctica        | 30 de octubre de 2012 | 1      | Work Order                                | 2x27       |

## Producción
A mediados de 2006, Nickelodeon y DreamWorks Animation anunciaron su intención de colaborar para crear un Nicktoon sobre la base de las películas de Madagascar. La nueva serie que protagonizarán los pingüinos de la serie de películas. Es el primer Nicktoon producido con DreamWorks Animation, seguido de Kung Fu Panda: La leyenda de Po.
En un primer momento, en noviembre de 2007, Nickelodeon anuncia un adelanto de tres nuevos Nicktoons que llegan a Nickelodeon, The Mighty B!, Making Fiends y Los Pingüinos de Madagascar, todos salieron el 25 de noviembre de 2007 parte del Fin de semana "Nicktoons Superstuffed". Luego, en diciembre de 2007, Nickelodeon anuncian muchos eventos o episodios que se estrenaron en el 2008 (The Mighty B!, Bebe Mágico, Los Pingüinos de Madagascar, KCA 2008, Sidekicks y "Pest of the West"). A partir de entonces, Los Pingüinos de Madagascar se retrasó al menos dos veces en el 2008, y vio su debut en marzo de 2009, muy probablemente debido a Madagascar 2: Escape de África que se retrasó al 7 de noviembre de 2008. El 29 de noviembre de 2008, Nickelodeon transmitió un episodio de la serie como un adelanto. El Double Pack DVD de Madagascar 2: Escape de África incluye un DVD con un adelanto.

### Debut en Nickelodeon
Después de algunos retrasos de la serie al aire, Los Pingüinos de Madagascar debutó en Nickelodeon en el 2009. La serie es producida en los Estudios de Animación Nickelodeon en Burbank, California, con la animación llevada a cabo en la India, Nueva Zelanda y Taiwán. Tanto Nickelodeon y DreamWorks Animation planeaba 26 episodios para la primera temporada. Los Pingüinos de Madagascar se emitieron después de los Kids' Choice Awards 2009 el 28 de marzo de 2009 a las 9:30 p. m. ET/PT.

## Recepción
Mary McNamara del diario Los Angeles Times dio una opinión favorable. Ella dijo que la serie tiene grandes momentos de comedia y escenas de acción, y afirmó que recuerda tanto a los dibujos animados del Coyote como a las películas de gánsteres de los 40.La crítica de Tim Goodman del San Francisco Chronicle también fue favorable. Dijo que consideraba que los pingüinos y Julien tenían el mayor potencial cómico de las películas, y su crítica se centraba en las grandes y adecuadas aportaciones cómicas de los actores de voz, además de añadir que la serie también contenía varias bromas que la hacían atractivo para los adultos.
Brian Lowry, de Variety describió el programa como "llamativo, exuberante y colorido", y elogió la calidad de la animación, pero que no pensaba que era gracioso y dijo que el espectáculo parecía más bien un "generador de merchandising".
Amparo Alonso-Sanz, profesora de la Universidad de Valencia, realizó en 2013 una propuesta educativa basada en el capítulo especial "Marimorena antes de Navidad". Bajo el título "Propuestas didácticas resolutivas de conflictos en el aprendizaje colaborativo. Aplicaciones pedagógicas generativas desde la cultura visual en la película animada, los «Pingüinos de Madagascar»"

## Premios y nominaciones
| Año  | Asociación                | Categoría                                                                               | Nominación                                                                                           | Resultado |
| ---- | ------------------------- | --------------------------------------------------------------------------------------- | --- | --------- |
| 2009 | Artios Awards             | Outstanding Achievement in Casting - Animation TV Programming                           | Sarah Noonan, Meredith Layne                                                                         | Nominado  |
| 2009 | BAFTA                     | Programación Internacional Infantil                                                     | | Ganador   |
| 2009 | Golden Reel Awards        | Best Sound Editing: Television Animation                                                | Episode: "Gone in a Flash"                                                                           | Nominado  |
| 2010 | Annie Awards              | Mejor Producción Animada de Televisión para Niños                                       | | Ganador   |
| 2010 | Annie Awards              | Dirección en Producción de Televisión                                                   | Bret Haaland (por "Launchtime")                                                                      | Ganador   |
| 2010 | BAFTA                     | Programación Internacional Infantil                                                     | | Ganador   |
| 2010 | Daytime Emmy Awards       | Outstanding Special Class Animated Program                                              | Bob Schooley, Mark McCorkle, Bret Haaland, Dina Buteyn, Dean Hoff Empatado con SpongeBob SquarePants | Ganador   |
| 2010 | Daytime Emmy Awards       | Outstanding Achievement in Music Direction and Composition                              | Adam Berry                                                                                           | Nominado  |
| 2010 | Daytime Emmy Awards       | Outstanding Writing in Animation                                                        | Brandon Sawyer, Bill Motz, Bob Roth, Eddie Guzelian, Bob Schooley, Mark McCorkle                     | Nominado  |
| 2010 | Golden Reel Awards        | Best Sound Editing: Television Animation                                                | Episode: "What Goes Around"                                                                          | Nominado  |
| 2010 | Kids' Choice Awards       | Caricatura Favorita                                                                     | | Nominado  |
| 2011 | Golden Reel Awards        | Best Sound Editing: Sound Effects, Foley, Dialogue and ADR Animation in Television      | Episode: "The Lost Treasure of the Golden Squirrel"                                                  | Ganador   |
| 2011 | Daytime Emmy Awards       | Outstanding Achievement in Music Direction and Composition                              | Adam Berry                                                                                           | Ganador   |
| 2011 | Daytime Emmy Awards       | Outstanding Achievement in Sound Editing                                                | James Lifton, Paulette Lifton, Dominick Certo, Ian Nyeste, Matt Hall, Lawrence Reyes                 | Ganador   |
| 2011 | Daytime Emmy Awards       | Outstanding Casting for an Animated Series                                              | Meredith Layne                                                                                       | Ganador   |
| 2011 | Daytime Emmy Awards       | Outstanding Animated Program                                                            | Bob Schooley, Mark McCorkle, Bret Haaland, Chris Neuhahn, Dean Hoff, Dina Buteyn                     | Ganador   |
| 2011 | Daytime Emmy Awards       | Outstanding Direction in an Animated Program                                            | Nick Filippi, Christo Stamboliev, Dave Knott, Lisa Schaffer                                          | Nominado  |
| 2011 | Daytime Emmy Awards       | Outstanding Performer in an Animated Program                                            | Danny Jacobs (por el "Rey Julien")                                                                   | Ganador   |
| 2011 | Daytime Emmy Awards       | Outstanding Performer in an Animated Program                                            | Tom McGrath (por "Skipper")                                                                          | Nominado  |
| 2011 | Daytime Emmy Awards       | Outstanding Writing in Animation                                                        | Brandon Sawyer, Bill Motz, Bob Roth                                                                  | Ganador   |
| 2011 | Kids' Choice Awards       | Caricatura Favorita                                                                     | | Nominado  |
| 2011 | Kids Choice Awards México | Caricatura Favorita                                                                     | | Nominado  |
| 2011 | Big Nick House            | Programa de TV Favorito                                                                 | | Nominado  |
| 2011 | BMI Film/TV Awards        | Cable Music                                                                             | Adam Berry                                                                                           | Ganador   |
| 2012 | Annie Awards              | Mejor Producción de Televisión Animada - Infantil                                       | | Nominado  |
| 2012 | Annie Awards              | Dirección en Producción de Televisión                                                   | Steve Loter, Christo Stamboliev, Shaun Cashman, David Knott                                          | Nominado  |
| 2012 | Annie Awards              | Música en Produución de Televisión                                                      | Adam Berry, Bob Schooley, Mark McCorkle                                                              | Nominado  |
| 2012 | Annie Awards              | Acto de Voz en Produución de Televisión                                                 | Jeff Bennett (por "Kowalski")                                                                        | Ganador   |
| 2012 | Annie Awards              | Edición en Producción de Televisión                                                     | Ted Machold, Jeff Adams, Doug Tiano, Bob Tomlin                                                      | Ganador   |
| 2012 | Golden Reel Awards        | Mejor Edición de Sonido: Sound Effects, Foley, Dialogue and ADR Animation in Television | Episode: "The Return of the Revenge of Dr. Blowhole"                                                 | Ganador   |
| 2012 | Kids Choice Awards México | Caricatura Favorita                                                                     | | Nominado  |
| 2012 | Emmy Awards               | Mejor Programa de Animación                                                             | Episode: "The Return of the Revenge of Dr. Blowhole"                                                 | Ganador   |

## Doblaje
- Las voces son las mismas usadas en Madagascar 2: Escape de África en Hispanoamérica y España.

| Personaje      | Actor de voz original Estados Unidos                      | Actor de voz en Hispanoamérica · México                    | Actor de voz en España · España      | Actor de voz en Cataluña Cataluña |
| -------------- | --------------------------------------------------------- | ---------------------------------------------------------- | ------------------------------------ | --------------------------------- |
| Skipper        | Tom McGrath                                               | Mario Arvizu                                               | Javier Viñas                         | Eduard Doncos                     |
| Kowalski       | Jeff Glen Bennett                                         | Idzi Dutkiewicz                                            | Ramón Canals                         | Ramón Canals                      |
| Rico           | John DiMaggio                                             | José Luis Orozco / José Antonio Macías (algunos episodios) | José Antonio Jiménez                 | Xavier Casan                      |
| Cabo/Private   | James Patrick Stuart                                      | José Antonio Macías                                        | Jordi Pons (T1) / Carlos Lladó (T2-) | Antoni Forteza                    |
| Rey Julien     | Danny Jacobs                                              | Mario Filio                                                | José Javier Serrano                  | Ramón Hernández                   |
| Maurice        | Kevin Michael Richardson                                  | Armando Rendiz                                             | Ricky Coello                         | Domenech Farell                   |
| Mort           | Andy Richter                                              | José Antonio Macías                                        | Aleix Estadella                      | Aleix Estadella                   |
| Marlene        | Nicole Sullivan                                           | Mireya Mendoza                                             | Mar Roca                             | Marta Barbará                     |
| Alice          | Mary Scheer                                               | Gisela Ramírez                                             | Ana Romano                           | Roser Aldabó                      |
| Mason          | Conrad Vernon                                             | Salvador Delgado                                           | Jordi Ribes                          | Miquel Bonet                      |
| Roger          | Richard Kind                                              | Javier Rivero                                              | Joaquín Gómez                        | Josep María Mas                   |
| Burt           | John DiMaggio                                             | Alfredo Gabriel Basurto                                    | ¿?                                   | ¿?                                |
| Pinky          | Kevin Michael Richardson                                  | José Antonio Macías                                        | ¿?                                   | ¿?                                |
| Bing           | Kevin Michael Richardson                                  | Mario Filio                                                | ¿?                                   | ¿?                                |
| Bada           | John DiMaggio                                             | Mario Filio                                                | ¿?                                   | ¿?                                |
| Fred           | Fred Stoller                                              | David Bueno                                                | ¿?                                   | ¿?                                |
| Oficial X      | Cedric Yarbrough                                          | Salvador Reyes                                             | ¿?                                   | ¿?                                |
| Hans           | John DiMaggio                                             | Enrique Cervantes                                          | ¿?                                   | ¿?                                |
| Dr. Espiráculo | Neil Patrick Harris                                       | Eduardo Garza                                              | Dani Albiac                          | Jordi Vila                        |
| Estudio(s)     | DreamWorks Animation SKG, en Los Ángeles, Estados Unidos. | SDI Media, en México DF, México.                           | Sonoblok S.A., en Barcelona, España. | International Soundstudio         |

## Juguetes
DreamWorks ha licenciado a un número de fabricantes, incluyendo Hooga Juguetes Loo, que ha tenido un éxito de la creación de una línea de juguetes de peluche asociados con la segunda película de Madagascar. Sobre la base de su éxito, Hooga Loo se le concedió una licencia para crear una línea de juguetes totalmente nuevo para la nueva serie. Hooga Loo contratado el equipo de desarrollo creativo, Pangea Corporación, la compañía que ayudó a Playmates Toys en el desarrollo de los que obtuvieron un éxito en Teenage Mutant Ninja Turtles, a trabajar sistemáticamente con DreamWorks y desarrollar los juguetes inspirados por y para la serie. La línea de juguetes incluye una amplia gama de personajes de felpa de características únicas y divertidas, así como figuras de colección y los vehículos inteligentes extravagantes. McDonald's se había producido una línea de juguetes basada en la segunda película. Esta relación se forjó un nuevo acuerdo con McDonald's.
La Mercancía con licencia basado en la serie comenzó su debut en enero de 2010. En febrero de 2010, McDonald's comenzó su "Misión: Play" campaña de Feliz juguete de comidas, que contó con ocho juguetes basados en la serie de los pingüinos de Madagascar.

## Videojuegos
- Madagascar: este es un juego en donde todos los personajes de Madagascar tienen variadas misiones; los pingüinos de Madagascar tienen que cumplir con variadas misiones en el barco que dirige a los personajes principales (Alex, Marti, Gloria y Melman) a la isla de Madagascar. Este juego solo estuvo disponible durante el 2007 en PlayStation 2 Xbox.
- The Penguins of Madagascar, el videojuego en Nintendo DS, es un juego de acción y aventura basado en la serie de televisión del mismo nombre. El juego fue lanzado por THQ el 2 de noviembre de 2010, y desarrollado por Griptonite Games.[43][44]
- The Penguins of Madagascar: Dr. Blowhole Returns – Again! fue vez más fue lanzado por THQ el 6 de septiembre de 2011, para Wii, Xbox 360, PlayStation 3 y Nintendo DS.[45]

## Película en Cine
Tras el éxito que alcanzaron con la serie de televisión, los pingüinos de Madagascar protagonizarán su propia película. Así lo dio a conocer el sitio web The Hollywood Reporter, donde añaden que DreamWorks se hará cargo del proyecto, mientras que el libreto será elaborado por los guionistas de Megamind, Alan J. Schoolcraft y Brent Simons. La historia girará en torno a Skipper, Kowalski, Private y Rico, el grupo de pingüinos aviadores paramilitares de la Antártica que acaparó las miradas en las películas de Madagascar, cuya tercera parte se estrenó en junio de 2012. No se trata de la primera película de los animales animados, que ya protagonizaron un especial de Navidad, pero sí será la primera vez que estarán solos en la gran pantalla, en vez de enlazados a otro estreno.
Desde el anuncio de la película se han liberado varios rumores sobre la trama que tendrá, el más hablado es sobre cómo los pingüinos, los monos y los lémures llegan/regresan a New York y por qué deciden quedarse. En julio de 2012, Robert Schooley, uno de los productores de la serie de televisión, dijo que la película no tendrá relación con la serie, aunque también dijo que eso podría cambiar. El estreno oficial de la película será el 26 de noviembre del 2014, Tomando el Lugar del Próximo Proyecto de DreamWorks, HOME: No hay Lugar como El Hogar.